# 正徳寺 (明石市)
正徳寺（しょうとくじ）は、兵庫県明石市大観町にある浄土真宗本願寺派の寺院。

## 歴史
1573年（天正元年）創立。開基は空円上人。奈良の正覚寺を分立して南大黒町東側（現在の本町1丁目）に創建。1641年（寛永18年）に焼失するが後に再建。1846年（弘化3年）の冬に焼失するが、江戸時代の終わり頃に、明石藩の宝生流謡の師匠杉山家より寄進された現在地に移る。1945年（昭和20年）7月の空襲で焼失するが、1964年（昭和39年）に揖保川町の西楽寺旧本堂を譲り受けて再建する。

## 所在地
〒673-0897 兵庫県明石市大観町12-5

## 周辺
- 無量光寺 (明石市)
- 善楽寺 (明石市)
- 長久寺 (明石市)
- 本立寺 (明石市)
- 明石市道大明石75号線

## 交通
- JR西日本山陽本線明石駅、山陽電鉄山陽明石駅から徒歩約20分